# Søren Asmussen
Pour les articles homonymes, voir Asmussen.
Søren Asmussen (né le 29 septembre 1946) est un mathématicien et professeur d'université danois qui traite de la théorie des probabilités. 

## Formation et carrière
Asmussen obtient une maîtrise en mathématiques en 1973 et une en statistique en 1974 à l'Université de Copenhague, où il obtient son doctorat en 1977 sous la direction de Søren Glud Johansen avec une thèse sur les processus de ramification . Il enseigne à l'Université de Copenhague à partir de 1978, enseigne à l'Université d'Aalborg de 1987 à 1995, est professeur de statistique mathématique à l'Université de Lund en 1995 et, depuis 2003, professeur de théorie de la probabilité appliquée à l'université d'Aarhus . 
Il a été professeur invité au Technion, à l'Université de Californie à Santa Barbara (1988), à l'École polytechnique Chalmers de Göteborg et universitaire invité à l'Université Cornell, l'Université nationale australienne et l'Université Stanford .

## Travaux
Il a traité de la simulation, de la théorie du risque en assurance, des mathématiques financières, de la théorie des files d'attente . 

## Prix et distinctions
En 2010, il reçoit le Prix de théorie John-von-Neumann pour leurs contributions remarquables à la théorie de la probabilité appliquée et à la simulation stochastique avec Peter Glynn. En 2011, il a reçu la médaille d'or de l'Institut Sobolev de la branche sibérienne de l'Académie des sciences de Russie. 
Il est docteur honoris causa de l'Université Heriot-Watt . 

## Publications
- Applied probability and queues. Springer 1987, 2003.
- avec H. Hering : Branching Processes . Birkhäuser 1983.
- Measure-theoretic foundations of probability theory in Polish spaces . Institut de statistique mathématique, Université de Copenhague, 2e édition 1987.
- Ruin Probabilities . World Scientific 2001; deuxième Édition avec Hansjörg Albrecher 2010.
- avec Peter W. Glynn : Stochastic simulation : algorithms and analysis. Springer Verlag 2007.